# Miquel Junyent i Rovira
Miquel Junyent i Rovira (Piera, Anoia, 1871 - Barcelona, 16 d'agost de 1936 o març de 1937) fou un advocat i polític català, especialitzat en dret civil.

## Família
El seu pare, Salvador Junyent i Bobé, havia nascut el 1836 a Piera, on era propietari, mentre que la seva mare, Prudència Rovira i Ollé (1837-1914), era originària de Cornellà de Llobregat.
Miquel Junyent és avi de Miquel Roca i de Montserrat Roca i besavi de Joan Roca, d’Àgata Roca i de Toni Casares. És també sogre de Joan Baptista Roca, un dels fundadors d'UDC.

## Biografia
Va ser director d'El Correo Catalán des del 1903 fins al 1933 i president de l'empresa editora del diari, "Fomento de la Prensa Tradicionalista, S.A.".
De 1914 a 1917 i de 1919 a 1933 fou també cap de la Comunió Tradicionalista a Catalunya, i amb aquest partit fou elegit diputat a corts per Vic i senador a les eleccions generals espanyoles de 1918. Liderà el del carlisme català, amb una tendència més catalanista i enfrontada al sector dirigit pel seu correligionari Dalmacio Iglesias.
A causa dels projectes de legislació anticlericals del Partit Liberal que promovien mesures com la llibertat de cultes, l'ampliació del matrimoni civil i la secularització de l'ensenyament i els cementiris, l'any 1906 els carlins i els integristes es van reconciliar per fer-ne front conjuntament. Exemplificant l'aliança a Catalunya, en la qual també van participar els catalanistes, Miquel Junyent i l'integrista Marià de Rocafiguera es van fer una abraçada a Vic com ho havien fet Nocedal i Mella a Tafalla. El mateix any s'adherí a la Solidaritat Catalana contra la Llei de Jurisdiccions, en formà part del consell directiu, i fou elegit diputat a les eleccions generals espanyoles de 1907.
Fou director del Banco Catalán Hipotecario (conegut popularment com el banc dels carlins).
És considerat un dels responsables de l'aproximació del carlisme al catalanisme. Juntament amb Salvador Anglada i Llongueras, era partidari d'aproximar l'obrerisme al carlisme i l'any 1919 va promoure la creació dels Sindicats Lliures. El 1922 va ser regidor de l'ajuntament de Barcelona i va exercir el càrrec de tinent d'alcalde.
Per a les eleccions al Parlament de Catalunya de 1932, durant la Segona República, en les quals els carlins es van presentar en la candidatura Dreta de Catalunya, Junyent va signar un manifest, tot afirmant:
| « | El nostre amor a les llibertats regionals, el nostre profund amor a Catalunya, no necessita ésser afirmat ni renovat; si cal però, en aquest moment de confusionisme, fer constar que quan molts partits dels que avui semblen voler tenir-ne l'exclusiva encara havien d'aparèixer, nosaltres ja havíem vessat la nostra sang per la defensa d'aquestes llibertats, per ara ni remotament assolides. I d'aquest mateix amor a les llibertats regionals neix en nosaltres un profund amor a Espanya, ja que creiem que la personalitat de les regions afirma i sosté la personalitat de la nació espanyola... | » |

El 8 de desembre del mateix any va ser detingut i empresonat al vapor Dédalo durant uns dies per haver intervingut en la defensa d'uns carlins agredits a la Rambla, després de la celebració la missa de la Immaculada Concepció a l'església de Sant Agustí.
Va morir el 16 d'agost de 1936, poc abans que milicians armats entrassin al seu domicili. Quan el van trobar mort, un d'ells va proposar fer-li "el tir de gràcia".